# Заостровское сельское поселение (Виноградовский район)
Заостро́вское се́льское поселе́ние или муниципа́льное образова́ние «Заостро́вское» — упразднённое муниципальное образование со статусом сельского поселения в Виноградовском муниципальном районе Архангельской области.
Соответствовало административно-территориальной единице в Виноградовском районе — Заостровский сельсовет.
Административный центр — деревня Яковлевская.
С 4 июля 2021 года упразднено в связи с преобразованием муниципального района в муниципальный округ.

## География
Заостровское сельское поселение находилось на юге Виноградовского муниципального района, на левом берегу Северной Двины. На юге граничило с Пучужским сельским поселением Верхнетоемского района, на севере — с Шидровским сельским поселением, на востоке — с Рочегодским и Борецким сельскими поселениями. Крупнейшие реки поселения: Нюма, Кушевера, Тулгас, Ег, Важенец, Литас. Крупнейшее озеро — Важенец (озеро).

## История
Муниципальное образование было образовано в 2004 году.
В 1926 году территория нынешнего Заостровского поселения относилась к Кургоминской волости Шенкурского уезда.

## Население
Численность населения Заостровского сельского поселения на 1 января 2020 года — 311 человек.
| 2010 | 2011 | 2012 | 2013 | 2014 | 2015 | 2016 |
| ---- | ---- | ---- | ---- | ---- | ---- | ---- |
| 469  | ↘466 | ↘447 | ↘420 | ↘396 | ↘382 | ↘371 |
| 2017 | 2018 | 2019 | 2020 | 2021 |      |      |
| ↘347 | ↘329 | ↘326 | ↘311 | ↗319 |      |      |

## Состав сельского поселения
В состав сельского поселения входят деревни:
- Горлышевская,
- Жерлыгинская,
- Коверниковская,
- Коноваловская,
- Ламповская,
- Масловская,
- Нироновская,
- Рязановская,
- Сельцо,
- Степановская,
- Терентьевская,
- Тимофеевская,
- Яковлевская.

### Карты
- Топографическая карат P-38-51,52. (Лист Сергеевская)